# HIGHVISION
『HIGHVISION』（ハイヴィジョン）は、日本のロックバンド、SUPERCARの4枚目のアルバム。2002年4月24日、キューンレコードより発売。

## 概要
- 前作より1年5ヶ月ぶりのアルバム。ギターサウンドが主体であった前作までとは打ってかわり、本作ではエレクトロサウンドや打ち込み、テクノサウンドが主体となっている。
- サウンドプロデューサーに砂原良徳（元電気グルーヴ）を迎える。
- ゲストミュージシャンとして勝井祐二（ROVO）が参加している。
- 同年初頭に映画「ピンポン」の公開が発表され、主題歌に「YUMEGIWA LAST BOY」、挿入曲に「Strobolights」が起用された。その2曲を含んだ本作は話題となり、バンド最高の売り上げを記録した。
- 初回仕様：裏ジャケ・インデックス

## 収録曲
| 全作詞: 石渡淳治、全作曲: 中村弘二、全編曲: SUPERCAR。 |                                      |          |            |      |
| #                                                      | タイトル                             | 作詞     | 作曲・編曲 | 時間 |
| 1.                                                     | 「STAR LINE」                        | 石渡淳治 | 中村弘二   | 4:04 |
| 2.                                                     | 「WARNING BELL」                     | 石渡淳治 | 中村弘二   | 4:30 |
| 3.                                                     | 「STORYWRITER」                      | 石渡淳治 | 中村弘二   | 4:23 |
| 4.                                                     | 「AOHARU YOUTH」                     | 石渡淳治 | 中村弘二   | 5:09 |
| 5.                                                     | 「OTOGI NATION」                     | 石渡淳治 | 中村弘二   | 3:29 |
| 6.                                                     | 「STROBOLIGHTS」(アルバムバージョン) | 石渡淳治 | 中村弘二   | 4:05 |
| 7.                                                     | 「I」                                | 石渡淳治 | 中村弘二   | 6:14 |
| 8.                                                     | 「YUMEGIWA LAST BOY」                | 石渡淳治 | 中村弘二   | 4:12 |
| 9.                                                     | 「NIJIIRO DARKNESS」                 | 石渡淳治 | 中村弘二   | 6:40 |
| 10.                                                    | 「SILENT YARITORI」                  | 石渡淳治 | 中村弘二   | 5:27 |
| 合計時間:                                              | 合計時間:                            | 48:13    |            |      |

### 楽曲解説
「STORYWRITER」
SUPERCAR解散後の2005年-2006年に放送されたMBS・TBS系テレビアニメ『交響詩篇エウレカセブン』挿入歌として使用された。
2022年には新たにPVが制作され、オフィシャルYouTubeチャンネルにて公開された。

「STROBOLIGHTS」
アルバムバージョン。イントロが追加されている。